# Donorojo (Jaya Loka)
Donorojo is een bestuurslaag in het regentschap Musi Rawas van de provincie Zuid-Sumatra, Indonesië. Donorojo telt 889 inwoners (volkstelling 2010).